# Japanische Badmintonmeisterschaft 1958
Die Japanische Badmintonmeisterschaft 1958 war die zwölfte Austragung der nationalen Titelkämpfe im Badminton in Japan. Sie fand in Nagano statt.	

## Titelträger
| Disziplin    | Sieger                         |
| ------------ | ------------------------------ |
| Herreneinzel | Yoshiro Sato                   |
| Dameneinzel  | Tomoko Tajima                  |
| Herrendoppel | Eiichi Nagai Nobuhiro Namiki   |
| Damendoppel  | Reiko Nakashima Yōko Takahashi |
| Mixed        | Hajime Kaido Miyako Morota     |